# Bergen (Norwegen)
Bergen [ˈbærgən] ist eine Kommune und Stadt im norwegischen Fylke Vestland. Die Kommune Bergen umfasst neben der eigentlichen Stadt Bergen noch weitere Ortschaften. Die Stadt Bergen ist der Verwaltungssitz der Kommune Bergen sowie des Fylkes Vestland. Politisch wird oft die gesamte Kommune als Stadt bezeichnet und die Kommune wird in Stadtteile eingeteilt.
Mit 293.709 Einwohnern (Stand: 1. Januar 2025) ist Bergen die Kommune mit den zweitmeisten Einwohnern des Landes. Die Stadt Bergen ist mit 272.125 Einwohnern (Stand: 1. Januar 2024) die zweitgrößte städtische Siedlung (Tettsted) des Landes.
Der Hafen von Bergen (UN/LOCODE NO BGO) ist einer der geschäftigsten Seehäfen Europas, von dem aus die Schiffe der Hurtigruten starten. Die Stadt ist Ausgangspunkt der Bergensbane. Im Kulturbereich gibt es das bekannte Theater Den Nationale Scene sowie die Grieghalle.

## Geografie

### Lage

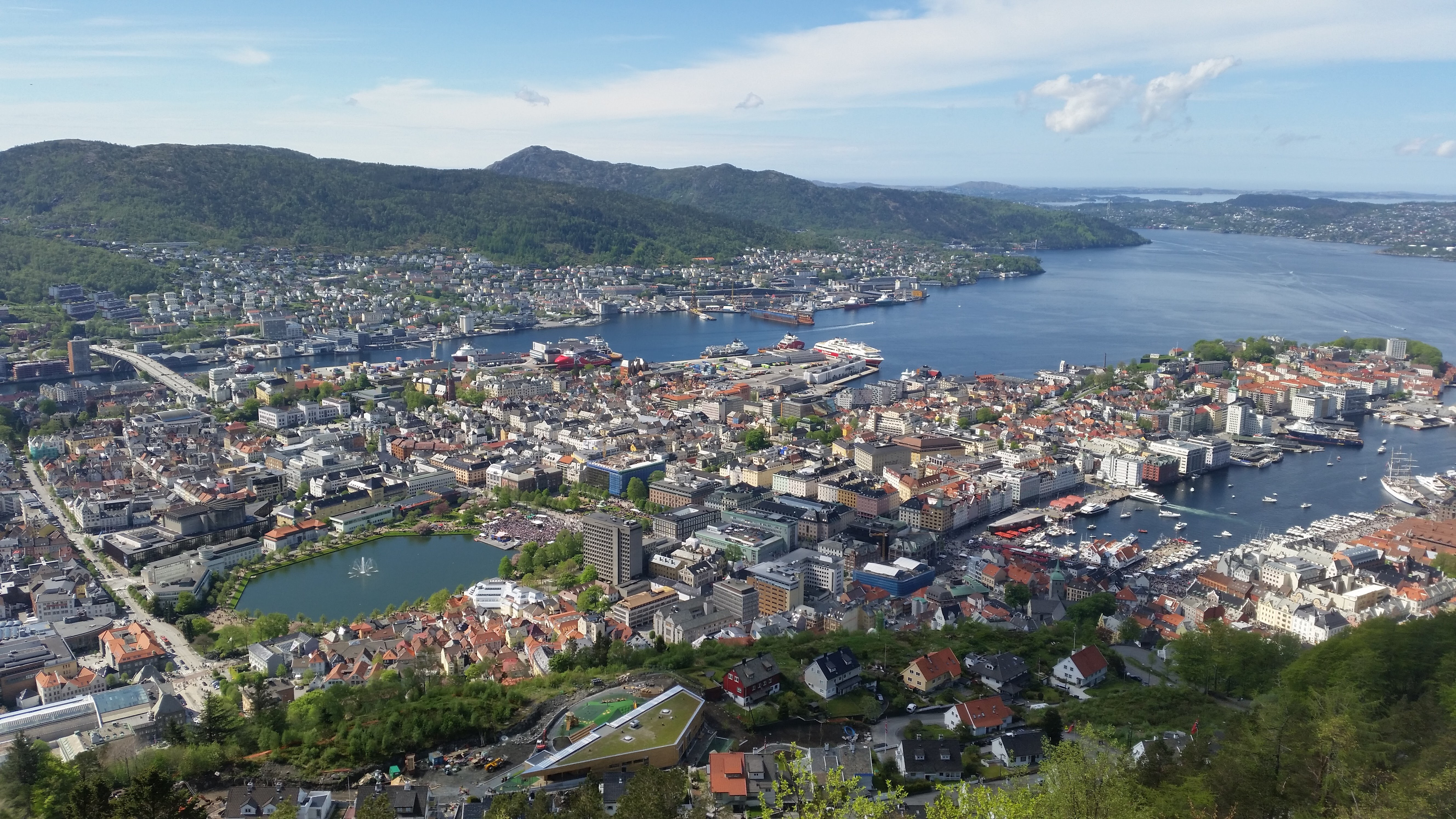
Blick auf das Stadtzentrum von Bergen

Die Kommune Bergen liegt an der Westküste Norwegens. Während die Stadt Bergen direkt an der Küste am inneren Byfjord liegt, erstreckt sich die Kommune Bergen von dort aus weiter in das Landesinnere. Die Gesamtfläche der Kommune Bergen beträgt 464,78 km², die der Stadt Bergen 91,34 km². Die Stadt wird aufgrund ihrer Lage auch als „Tor zu den Fjorden“ bezeichnet.
Die Kommune Bergen erstreckt sich über den Großteil der Halbinsel Bergenshalvøya. Die Halbinsel wird im Norden vom Sørfjord begrenzt, der auch die Nordgrenze der Kommune darstellt. Weitere Fjorde in der Kommune sind im Westen südlich des Byfjords der Raunefjord und im Nordwesten der Salhusfjord. Auf dem Land grenzt Bergen an die Kommunen Vaksdal und Samnanger im Osten sowie an Bjørnafjorden im Süden. Des Weiteren bestehen im Norden und Westen der Kommune im Meer verlaufende Gemeindegrenzen. Im Südwesten liegt Austevoll, im Westen liegen die Kommunen Øygarden und Askøy und im Norden Alver und Osterøy.
Die Erhebung Gullfjelltoppen auf der Grenze zu Samnanger stellt mit einer Höhe von 987,44 moh. den höchsten Punkt der Kommune Bergen dar.

### „De Syv Fjell“
Bergen ist in Norwegen auch als Syvfjellsbyen (deutsch „Stadt der sieben Hügel“) bekannt. Dieser Beiname soll auf den Dichter Ludvig Holberg, vermutlich in Anlehnung an die Sieben Hügel Roms, zurückgehen. Die eigentliche Anzahl Hügel, welche die Stadt umgeben, ist umstritten, unter anderem da fünf von ihnen (Ulriken, Fløyfjellet, Rundemanen, Blåmanen und Sandviksfjellet) alle Teil desselben Massivs sind. Auch der Storavarden auf der Nachbarinsel Askøy wird gelegentlich zu den sieben Hügeln gezählt.
Auf der jährlichen 7-fjellsturen (7-Hügel-Tour), die von der Ortsgruppe des norwegischen Wandervereins veranstaltet wird, werden seit 1981 die folgenden 7 Hügel, gegen den Uhrzeigersinn, bestiegen:
Lyderhorn (396 m), Damsgårdsfjellet (317 m), Løvstakken (477 m), Ulriken (643 m), Fløyfjellet (400 m), Rundemanen (568 m), Sandviksfjellet (417 m).

### Klima
Das gemäßigte Klima dieser Region ist mild und äußerst regenreich. Mit jährlichen Niederschlagsmengen von durchschnittlich 2250 mm gilt Bergen als die Stadt mit den meisten Niederschlägen in Norwegen. Die etwas weiter im Landesinneren gelegenen Kommunen wie Samnanger sind jedoch niederschlagsreicher. Dort kommt es im Gegensatz zum näher an der Küste gelegenen Bergen wegen der höheren Berge zu stärkerem Steigungsregen.
|                       | Jan  | Feb  | Mär | Apr | Mai  | Jun  | Jul  | Aug  | Sep  | Okt  | Nov | Dez |   |      |
| Mittl. Tagesmax. (°C) | 3,5  | 3,8  | 6,0 | 9,0 | 14,1 | 17,0 | 18,2 | 17,9 | 14,6 | 11,3 | 6,8 | 4,6 | ⌀ | 10,6 |
| Mittl. Tagesmin. (°C) | −0,5 | −0,4 | 0,4 | 3,0 | 6,6  | 10,1 | 11,5 | 11,4 | 9,0  | 6,5  | 2,7 | 0,8 | ⌀ | 5,1  |
|                       |      |      |     |     |      |      |      |      |      |      |     |     |   |      |
| Niederschlag (mm)     | 190  | 152  | 170 | 114 | 106  | 132  | 148  | 190  | 283  | 271  | 259 | 235 | Σ | 2250 |
|                       |      |      |     |     |      |      |      |      |      |      |     |     |   |      |
| Sonnenstunden (h/d)   | 0,6  | 2,0  | 3,0 | 4,9 | 6,0  | 6,3  | 5,4  | 4,6  | 2,9  | 1,9  | 0,9 | 0,4 | ⌀ | 3,2  |
|                       |      |      |     |     |      |      |      |      |      |      |     |     |   |      |
| Regentage (d)         | 20   | 15   | 17  | 13  | 14   | 11   | 15   | 17   | 20   | 22   | 17  | 21  | Σ | 202  |
|                       |      |      |     |     |      |      |      |      |      |      |     |     |   |      |
| Luftfeuchtigkeit (%)  | 78   | 76   | 73  | 72  | 72   | 76   | 77   | 78   | 79   | 78   | 78  | 79  | ⌀ | 76,3 |

| −0,5 |

| −0,4 |

| 0,4 |

| 3,0 |

| 6,6 |

| 10,1 |

| 11,5 |

| 11,4 |

| 9,0 |

| 6,5 |

| 2,7 |

| 0,8 |

| −0,5 |

| −0,4 |

| 0,4 |

| 3,0 |

| 6,6 |

| 10,1 |

| 11,5 |

| 11,4 |

| 9,0 |

| 6,5 |

| 2,7 |

| 0,8 |

### Stadtbild
Die Stadt ist geprägt durch die am Naturhafen Vågen verlaufende Bryggen oder früher Tyske Bryggen (norwegisch für Landungsbrücke/Kai bzw. Deutscher Kai), wobei es sich um alte Handelseinrichtungen der Hanse handelt. Ebenfalls aus dieser Zeit stammen die Marienkirche und weitere Bauten.
Nach mehreren verheerenden Stadtbränden (1702, 1855, 1916), die durch die typisch norwegische Holzbauweise begünstigt wurden, erließ die Stadt Verordnungen, die den Bau von Holzhäusern auf dem Stadtgebiet nicht mehr gestattete. Das Hafenviertel Bryggen, das bei den Stadtbränden mehrmals nicht verschont geblieben war, wurde nach jeder Zerstörung nach originalen Plänen wieder aufgebaut. Das Profil ist daher heute noch dasselbe wie im 12. Jahrhundert. Aus diesem Grund wurde Bryggen als Beispiel hanseatischer Baukunst in Norwegen durch die UNESCO 1979 zum Weltkulturerbe ernannt.

## Einwohner

### Entwicklung und Struktur
In der Gemeinde liegen mehrere sogenannte Tettsteder, also mehrere Ansiedlungen, die für statistische Zwecke als eine städtische Siedlung gewertet werden. Der größte Tettsted ist die vollständig in der Kommune gelegene Stadt Bergen. Die Einwohnerzahl für den Tettsted Bergen wird mit 272.125 angegeben. Ebenfalls vollständig in der Kommune liegen Arna mit 9945, Espeland mit 2611, Flesland mit 338, Krokeidet mit 373 und Hordnes mit 338 Einwohnern (Stand: 1. Januar 2024). Von der Ortschaft Søvik werden 357 der insgesamt 1597 Einwohner zur Kommune Bergen gerechnet.
In den 1970er- und 1980er-Jahren ging die Zahl der Einwohner teils zurück. Ab Ende der 1990er-Jahre kam es zu einem größeren Anstieg. Zum Anstieg der Einwohnerzahl kam es dabei vor allem am Stadtrand von Bergen und den umliegenden Kommunen, während das Stadtzentrum nicht mehr weiter anwuchs und teils sogar rückläufige Einwohnerzahlen zu verzeichnen hatte. Zum größten Anstieg der Einwohnerzahlen im Großraum Bergen kam es in den Nachbarkommunen Askøy, Bjørnafjorden und Øygarden.
Die Einwohner Bergens werden Bergensar oder Bergenser genannt. Im Gegensatz zu den meisten anderen Kommunen der Provinz Vestland hat Bergen weder Nynorsk noch Bokmål als offizielle Sprachform, sondern ist in dieser Frage neutral.
| Jahr          | 1986    | 1990    | 1995    | 2000    | 2005    | 2010    | 2015    | 2020    | 2025    |
| ------------- | ------- | ------- | ------- | ------- | ------- | ------- | ------- | ------- | ------- |
| Einwohnerzahl | 207.922 | 211.826 | 221.717 | 229.496 | 239.209 | 256.600 | 275.112 | 283.929 | 293.709 |

### Stadtteile
Im Jahr 1974 wurde die Kommune in Stadtteile unterteilt, deren Lokalparlamente und Verwaltungen mit der Zeit mehr Zuständigkeiten erhielten. Seit einer Reform der Stadtteile im Jahr 2000 hat Bergen acht Stadtteile. Da es sich bei den Stadtteilen um eine politische Einteilung handelt, wird die gesamte Kommune und nicht nur das Stadtgebiet in Stadtteile untergliedert.
| Stadtteil        | 2022    | %    |  |
| Arna             | 13.802  | 4,8  |  |
| Bergenhus        | 42.505  | 14,8 |  |
| Fana             | 44.148  | 15,4 |  |
| Fyllingsdalen    | 30.479  | 10,6 |  |
| Laksevåg         | 40.272  | 14,0 |  |
| Ytrebygda        | 30.484  | 10,6 |  |
| Årstad           | 42.950  | 15,0 |  |
| Åsane            | 41.953  | 14,6 |  |
| nicht zugeordnet | 337     | 0,1  |  |
| Summe            | 286.930 | 100  |  |

## Geschichte

### Stadtgeschichte

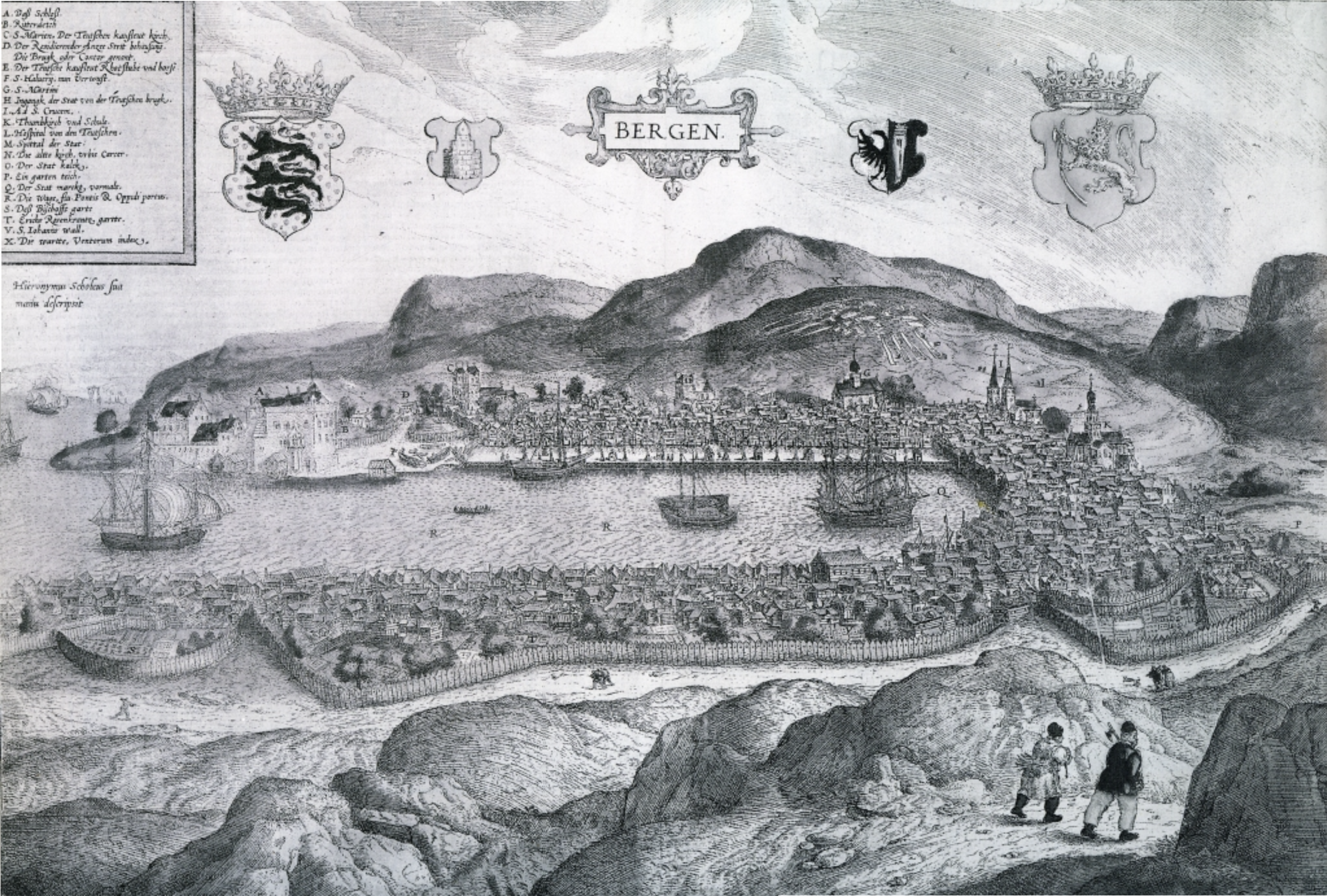
Bergen, Kupferstich von Georg Braun u. Fr. Hogenberg, um 1580

Karte von Bergen (um 1720)

Auf eisenzeitliche Spuren weist der östlich gelegene Bautastein von Augastad.
Nach Angaben in den Königssagas wurde Bergen 1070 als Bjørgvin („Bergwiese“) von König Olav Kyrre gegründet. Ab dem 12. Jahrhundert war es norwegische Krönungsstadt; später wurde es in dieser Funktion von Trondheim abgelöst.
Im Jahr 1360 eröffnete in Bergen ein Hansekontor „Tyske Bryggen“. Bergen wird zwar oft als „Hansestadt“ bezeichnet, war jedoch nicht gleichberechtigte Mitgliedsstadt, da es Städten, in denen Hansekontore lagen, verboten war, Hansestadt zu werden. Im Jahr 1665, während des Zweiten Englisch-Niederländischen Krieges, überfielen englische Kriegsschiffe eine niederländische Handelsflotte im Hafen von Bergen. Die Schlacht in der Bucht von Bergen endete mit einer Niederlage der Engländer. Dazu trug auch die Unterstützung der dänischen Festungsbesatzungen für die Niederländer mit bei.
Bis 1880 war Bergen wichtigster Hafen und größte Stadt Norwegens. Am 16. Januar 1916 wurde ein großer Teil der noch aus vielen Holzhäusern bestehenden Stadt von einem Großbrand vernichtet.
Im 19. Jahrhundert war die Lepra in Norwegen stark verbreitet und Bergen eines der Seuchenzentren. Zwischen 1850 und 1900 gab es in der Stadt drei Lepra-Krankenhäuser und die größte Dichte an Infizierten in ganz Europa. 1873 entdeckte der norwegische Arzt Gerhard Armauer Hansen in Bergen den Erreger Mycobacterium leprae. Das älteste Lepra-Spital, das im 15. Jahrhundert eröffnete St.-Jørgens-Hospital behandelte bis in die 1940er Jahre Leprakranke und beherbergt heute das Lepramuseum Bergen und das Lepra-Archiv, das zum UNESCO Memory-of-the-World-Programm gehört.
Im Zweiten Weltkrieg wurde Bergen schon am ersten Tag der deutschen Invasion, am 9. April 1940, von deutschen Truppen besetzt. Die Stadt wurde später durch alliiertes Bombardement beschädigt. Die deutsche Luftwaffe baute zur Verteidigung der Stadt und des U-Boot-Hafens die nahe gelegene Insel Herdla und die Festung Fjell festning aus. Am 20. April 1944 forderte die Explosion auf dem deutschen Munitionstransporter „Voorbode“, der am Kai vor der Festung Bergenhus lag, 150 Menschenleben und führte zu starken Schäden an hunderten von Gebäuden.

### Kommune Bergen
Durch das Anwachsen der Stadt Bergen bedingt, wurde die Kommune Bergen mit der Zeit mehrfach ausgeweitet. Zum 1. Januar 1877 wurde die Kommune Bergen landdistrikt mit zu diesem Zeitpunkt 4883 Einwohnern in die Kommune Bergen eingegliedert. Bergen hatte vor der Zusammenlegung 34.388 Einwohner. Während Bergen im gleichnamigen Fylke lag und damit eine eigene Provinz bildete, wurde der Bergen landdistrikt aus dem Fylke Hordaland an das Fylke Bergen überführt. Die Kommune Årstad mit zuletzt 7463 Einwohnern wurde zum 1. Juli 1915 Teil von Bergen, das zu diesem Zeitpunkt 76.867 Einwohner zählte. Auch Årstad ging vom Fylke Hordaland an Bergen über. Sechs Jahre später wurde ein von 1734 Personen bewohntes Gebiet der Kommune Laksevåg in Bergen eingegliedert. Im August 1955 wurde ein Areal mit 1590 Einwohnern von Fana an Bergen überführt.
Der Tettsted Bergen reichte auch nach diesen Eingemeindungen weiter über die Grenzen der Kommune hinaus. Im Jahr 1970 lag die Zahl der Einwohner des Tettsteds etwa bereits bei 182.265, während die Kommune Bergen nur 113.351 Einwohner hatte. Zu einer größeren Zusammenlegung kam es zu Beginn des Jahres 1972. Eingegliedert wurden Laksevåg mit 24.872, Fana mit 44.402, Arna mit 11.766 und Åsane mit 19.205 Einwohnern. Zugleich wurde das bis dahin bestehende Fylke Bergen aufgelöst. Bergen ging im Zuge dessen im Fylke Hordaland auf. Die Stadt wurde der Verwaltungssitz von Hordaland. Das Fylke Hordaland ging im Rahmen der landesweiten Regionalreform zum 1. Januar 2020 im neu gebildeten Fylke Vestland auf. Auch dort wurde Bergen wieder Verwaltungssitz, der Sitz des Statsforvalters ging jedoch an Hermansverk.

## Politik
Die Stadtversammlung (bystyre) von Bergen besteht aus 67 gewählten Stadtverordneten. Neun von ihnen sind besoldete Vollzeitpolitiker: Bürgermeister (ordfører), sein Stellvertreter (varaordfører) und sieben Vorsitzende der kommunalen Ausschüsse (komité). Im Jahr 2000 wurde das Proporzsystem durch das parlamentarische Mehrheitsprinzip ersetzt: Die politische Mehrheit in der Stadtversammlung wählt den Bürgermeister und die Stadtregierung (byråd), bestehend aus dem Vorsitzenden der Stadtregierung (byrådsleder) und bis zu sechs weiteren Mitgliedern (byråd).
Von 1971 bis 2015 ergaben die Kommunalwahlen stets Mehrheiten für die Mitte-Rechts-Parteien, ausgenommen 1991. Von 2015 regierte ein Mitte-Links-Stadtrat aus Arbeiterpartei, KrF und Venstre, zu dem nach 2021 auch die MDG zählte.
Nach der Wahl 2022 bildete sich eine konservative Minderheitsregierung aus Høyre, Frp und Sp, die im Stadtparlament von PP, INP und Bergenslisten parlamentarisch unterstützt wird.
Bergen besitzt zwei Rathäuser. Im Alten Rathaus aus dem 16. Jahrhundert tagt bis heute die Stadtversammlung.

### Kommunalwahl
- R: 3
- SV: 7
- Ap: 13
- V: 3
- Sp: 2
- MDG: 4
- Bergenslisten: 4
- INP: 3
- P: 1
- KrF: 2
- H: 18
- FrP: 7

Die letzte Kommunalwahl fand am 11. September 2023 statt.

### Bürgermeister
| Jahr      | Bürgermeister                 | Jahr                                                       | Vizebürgermeister                                        |
| --------- | ----------------------------- | ---------------------------------------------------------- | -------------------------------------------------------- |
| 1989–1995 | Bengt Martin Olsen (A)        | 1989–1991 1991–1995                                        | Arne Mikael Landro (KrF) Ingmar Ljones (KrF)             |
| 1995–1999 | Ingmar Ljones (KrF)           | 1995–1998 1999                                             | Ole-Jørgen Johannessen (A) Anne-Grete Strøm-Erichsen (A) |
| 1999–2000 | Anne-Grete Strøm-Erichsen (A) | 1999–2000                                                  | Ingmar Ljones (KrF)                                      |
| 2000–2001 | Ingmar Ljones (KrF)           | 2000–2001                                                  | Terje Ohnstad (A)                                        |
| 2001–2003 | Kristian Helland (KrF)        | 2001–2003                                                  | Terje Ohnstad (A)                                        |
| 2003–2007 | Herman Friele (H)             | 2003–2007                                                  | Kristian Helland (KrF)                                   |
| 2007–2011 | Gunnar Bakke (Frp)            | 2007–2011                                                  | Trude Drevland (H)                                       |
| 2011–2015 | Trude Drevland (H)            | 2011–2015                                                  | Tor A. Woldseth (Frp)                                    |
| 2015–2021 | Marte Mjøs Persen (A)         | 2015–2019 2019–2021                                        | Marita Moltu (KrF) Rune Bakervik (A)                     |
| 2021–2022 | Rune Bakervik (A)             | Linn Kristin Engø (A) Linn Katrin Pilskog (A) (Vertretung) |                                                          |
| 2022–2023 | Linn Kristin Engø (A)         | 2021–2023                                                  | Eira Martinsen Garrido (SV)                              |
| 2023–     | Marit Warncke (H)             | 2023–                                                      | Thomas Flesland (Sp)                                     |

### Wappen
Blasonierung: „In Rot innerhalb eines zirkularen goldenen Bordes, darin in silbernen Majuskeln die Umschrift „SIGILLVM:COMMVNITATIS:DE:CIVITATE BERGENSI“ („Siegel der Stadtgemeinde Bergens“), eine aus goldenem Siebenberg wachsende silberne Torburg aus schwarzgefugter Zinnenmauer auf ungefugtem Sockel mit zentralem, zwischen die Zinnen aufragenden Spitzbogenportal, darin das schwarzgebänderte silberne, geschlossene Tor, mit seitwärts aufstrebenden Stufenfrisen, beseitet von je einem schwarzen Bogenfenster, hinter den Zinnen wachsend ein zentraler Zinnenturm mit zwei kleineren gezinnten Flankentürmen, darin je ein schwarzes Rundbogenfenster.“

### Städtepartnerschaften
Bergen unterhält Städtepartnerschaften und städtische Kooperationen.
| Städtepartnerschaften: - Göteborg (Schweden), seit 1946 - Turku (Finnland), seit 1946 - Aarhus (Dänemark), seit 1946 - Newcastle (Vereinigtes Königreich) - Seattle (Vereinigte Staaten) - Rostock (Deutschland), seit 1965 Kooperationen: - Asmara (Eritrea) - Ilha de Moçambique (Mosambik) - Lübeck (Deutschland) - Québec (Kanada) - Espírito Santo (Brasilien), seit 2005 - Dalian (Volksrepublik China), seit 2010 |

Vestlandske Kunstindustrimuseum, Nordahl Bruns gate, Bergen

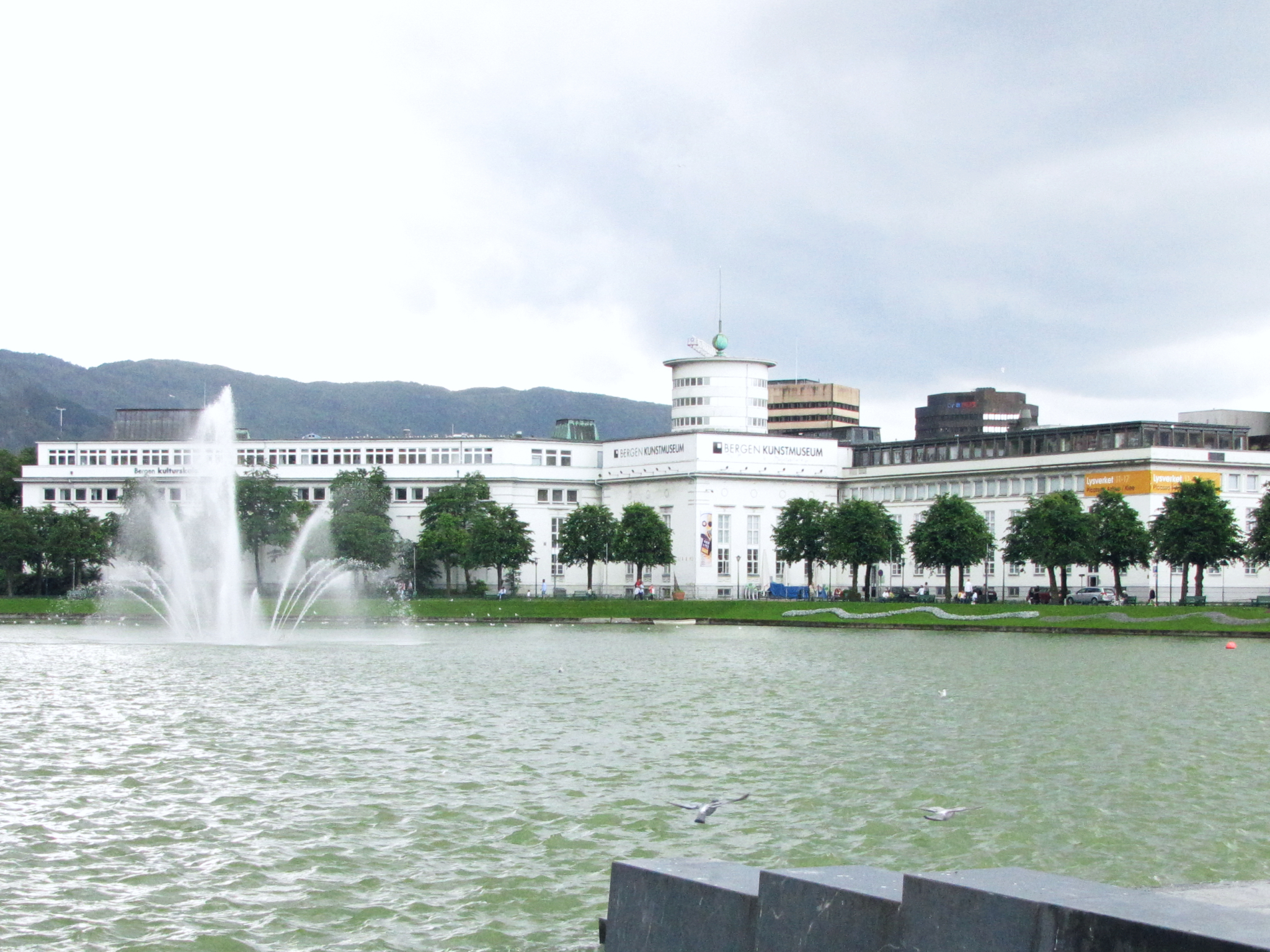
Bergen Kunstmuseum an der Rasmus Meyers allé

## Kultur

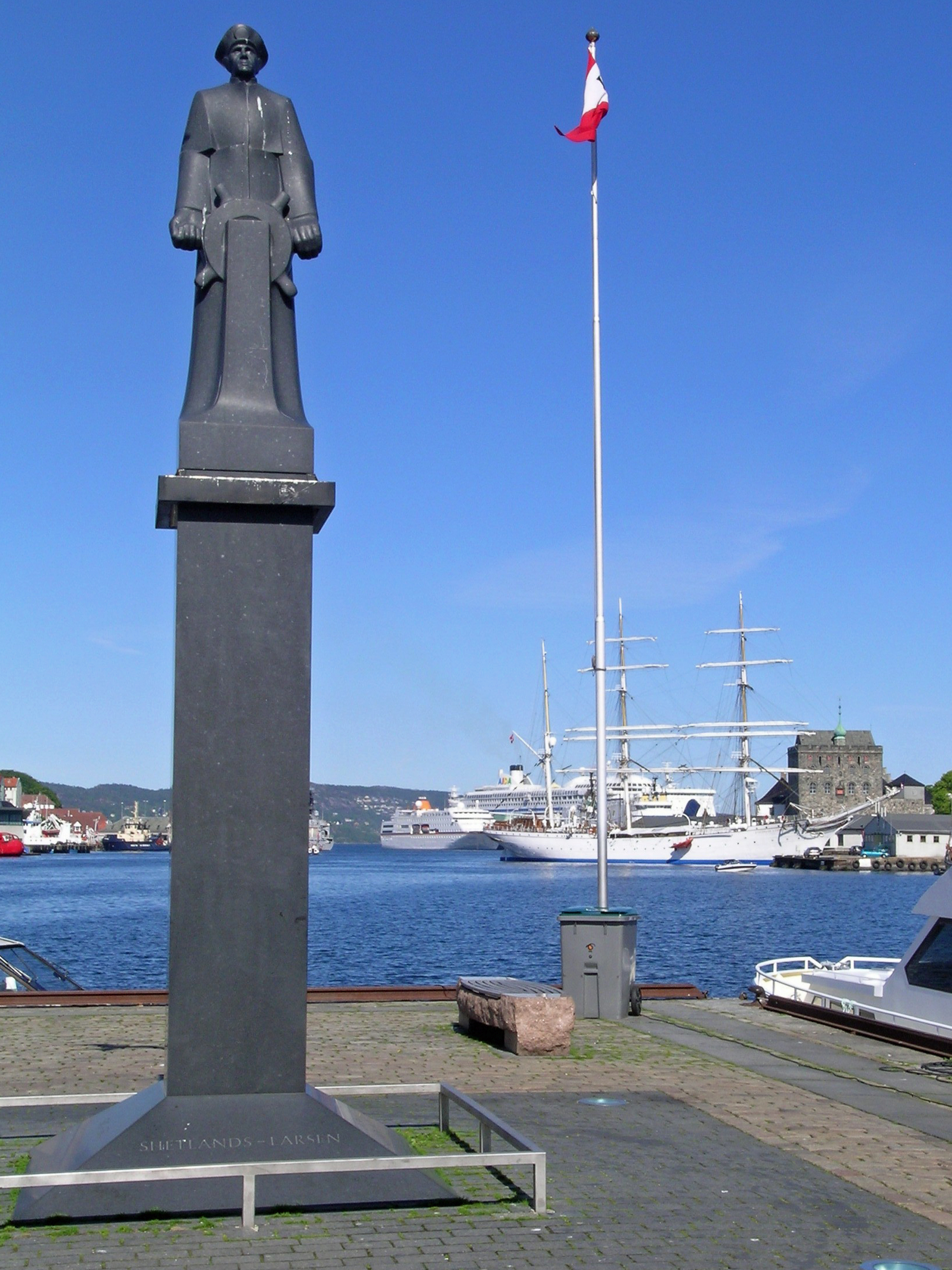
Monument von Leif Larsen („Shetlands-Larsen“) im Hafen von Bergen

Denkmal für Madam Felle von Kari Rolfsen im Stadtviertel Sandviken.

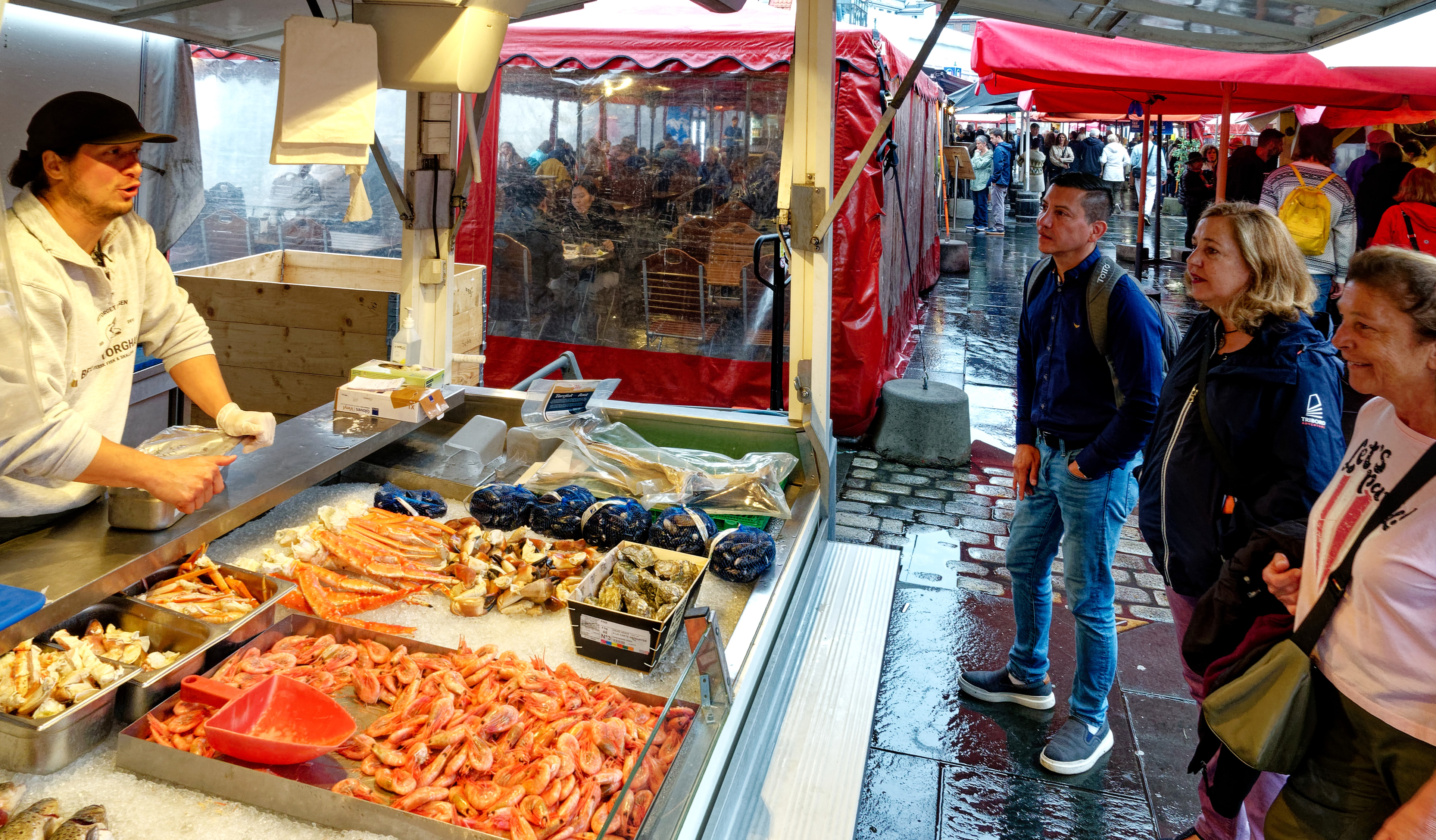
Fischmarkt im Hafen von Bergen

### Theater und Museen
- Den Nationale Scene (deutsch: Die nationale Bühne), das älteste norwegische Theater
- Bryggens Museum
- Edvard-Grieg-Museum Troldhaugen, Wohnsitz von Edvard Grieg
- Gamle Bergen (dt. „altes Bergen“ – Freilichtmuseum)
- Hanseatisches Museum und Schötstuben
- KODE - Kunstmuseen in Bergen
- Lepramuseum[17]
- Schifffahrtsmuseum Bergen
- Vestlandske Kunstindustrimuseum Kunsthandwerk und Design
- Technisches Museum in Møhlenpris mit Museumsstraßenbahnbetrieb
- Universitätsmuseum Bergen
- Zentrum für zeitgenössisches Kunsthandwerk KRAFT im ehemaligen Bankgebäude der Norges Bank

### Musik
- Nationaloper Bergen
- Philharmonisches Orchester Bergen

### Kirchen
- Die Fantoft Stabkirche wurde 1150 in Sogn erbaut und 1883 an ihren jetzigen Platz versetzt. Im Jahre 1992 brannte die Kirche durch Brandstiftung vollständig nieder. Wenig später wurde sie jedoch nach alten Plänen originalgetreu neu errichtet.
- Domkirche St. Olav
- Marienkirche
- Kreuzkirche mit dem Bautastein für die im Seegefecht vor Alvøen Gefallenen

### Bauwerke
- Festung Bergenhus
- Hanseviertel Bryggen (früher Tyske Bryggen, deutsch: Deutsche Brücke) aus der Hansezeit, Weltkulturerbe der UNESCO
- Håkonshalle
- Herrenhäuser aus dem 19. Jahrhundert – Gut Damsgård (Rokokoarchitektur aus Holz), Landhaus Alvøen (Mittelpunkt der alten Industriesiedlung Alvøen)
- Gamlehaugen, um 1900 errichtetes Herrenhaus, heute Residenz der königlichen Familie bei Aufenthalten in Bergen
- der Platz Torgallmenningen mit dem Kaufhaus Sundt und dem Denkmal Sjømannsmonumentet
- Murhvelvingen, historisches Gebäude von 1561

In Bergen wurden für mehrere bekannte Persönlichkeiten Denkmale gesetzt, so befinden sich hier auch das Ibsen-Denkmal, das Holberg-Denkmal und das Asserson-Denkmal. Darüber hinaus besteht das Emigrantendenkmal und das an den Ersten Weltkrieg erinnernde Denkmal Minnebøssen. Im öffentlichen Raum Bergens sind mehrere Skulpturen wie der Liegende Poet, der Obdachlose und Salome aufgestellt.

### Parks und Naturdenkmäler
- Aquarium in Bergen
- Aussichtspunkt Fløyen (320 m), erreichbar mit der Standseilbahn Fløibanen (Talstation in der Nähe des Fischmarkts)
- Berggipfel des Ulriken (643 m), erreichbar mit der Ulriksbanen
- Arboretum und Botanischer Garten

### Regelmäßige Veranstaltungen
- Die Buekorps (wörtlich „Bogencorps“ oder Bogenschützenbrigaden) sind klassische Jugendorganisationen in Bergen und quartiersweise organisiert. Die etwas militärisch anmutende Tradition ist einzigartig in Bergen und geht zumindest auf das 19. Jahrhundert zurück.
- Pepperkakebyen: eine seit 1991 regelmäßige Ausstellung im Dezember der weltgrößten Pfefferkuchen-Stadt[26]
- Fischmarkt

### Bildergalerie

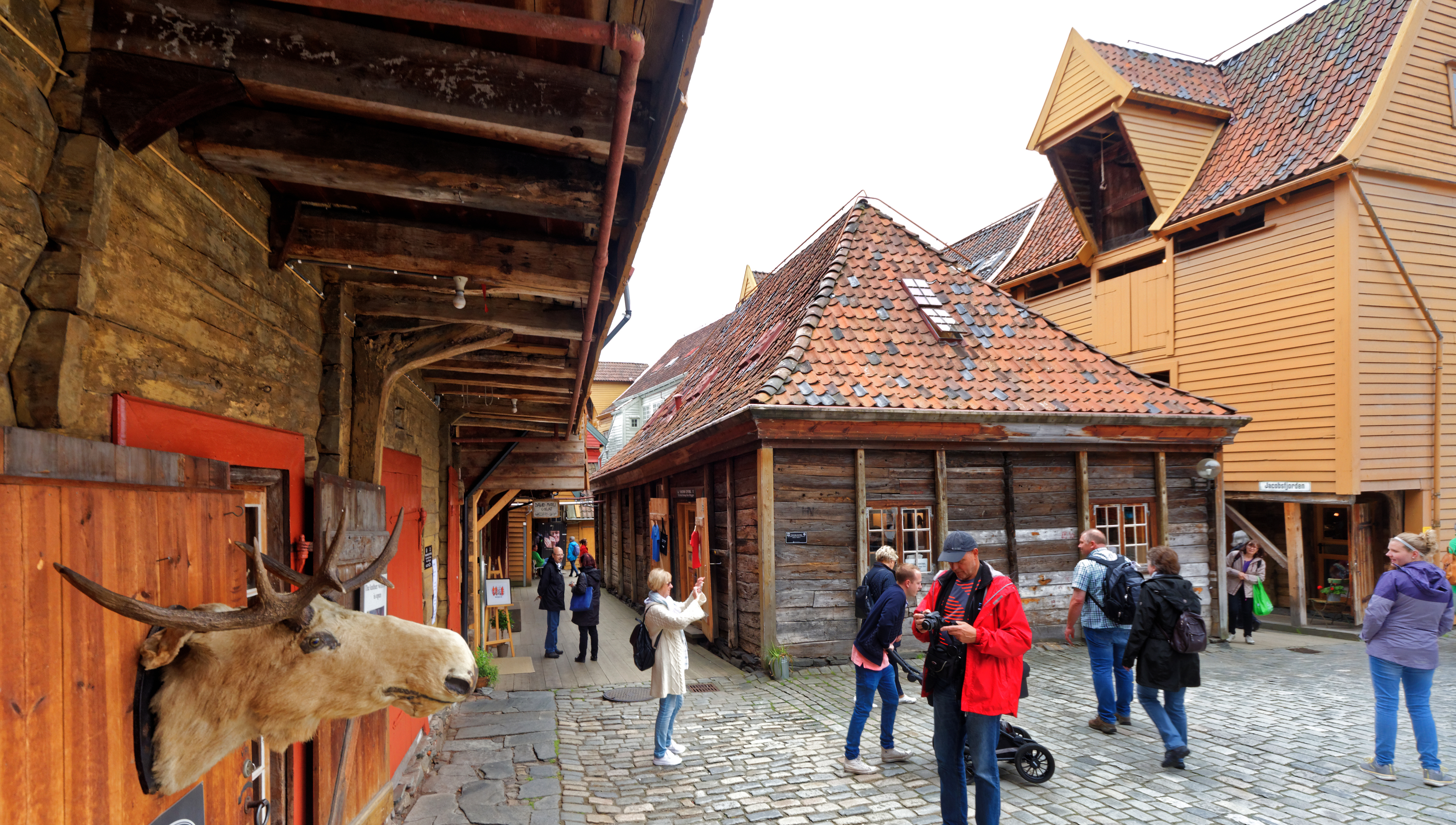
Die Holzhäuser von Bryggen
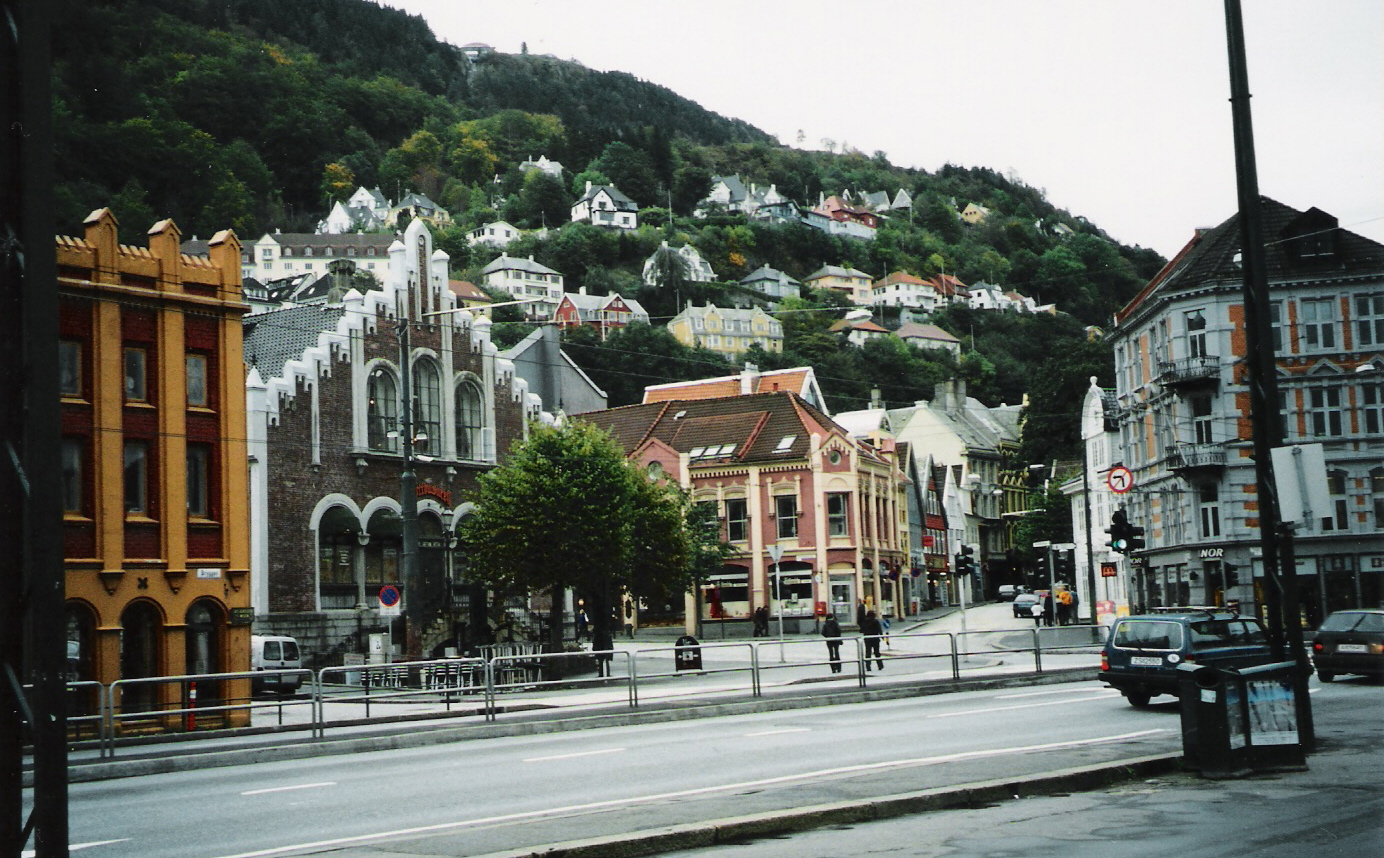
Hansemuseum, links
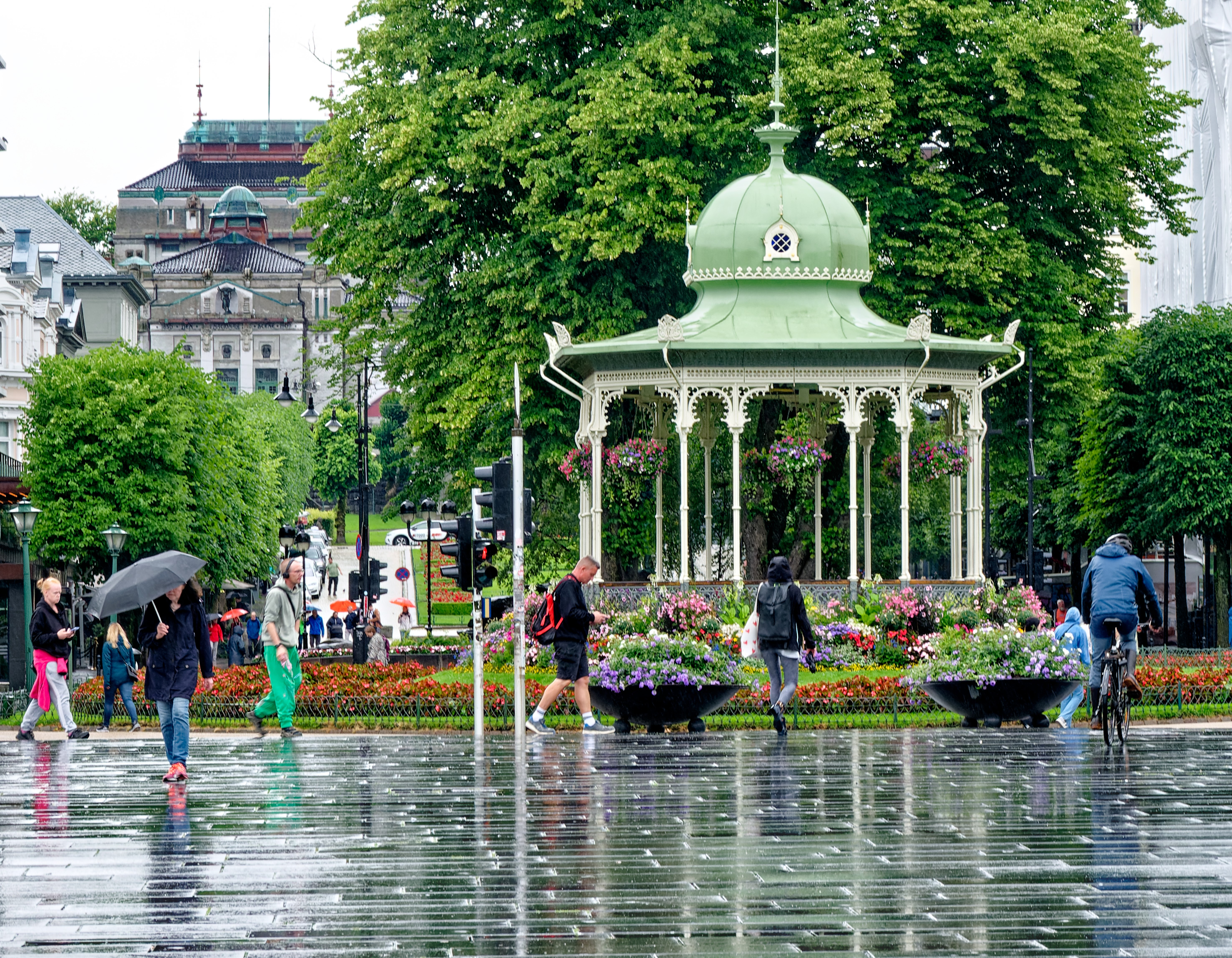
Byparken
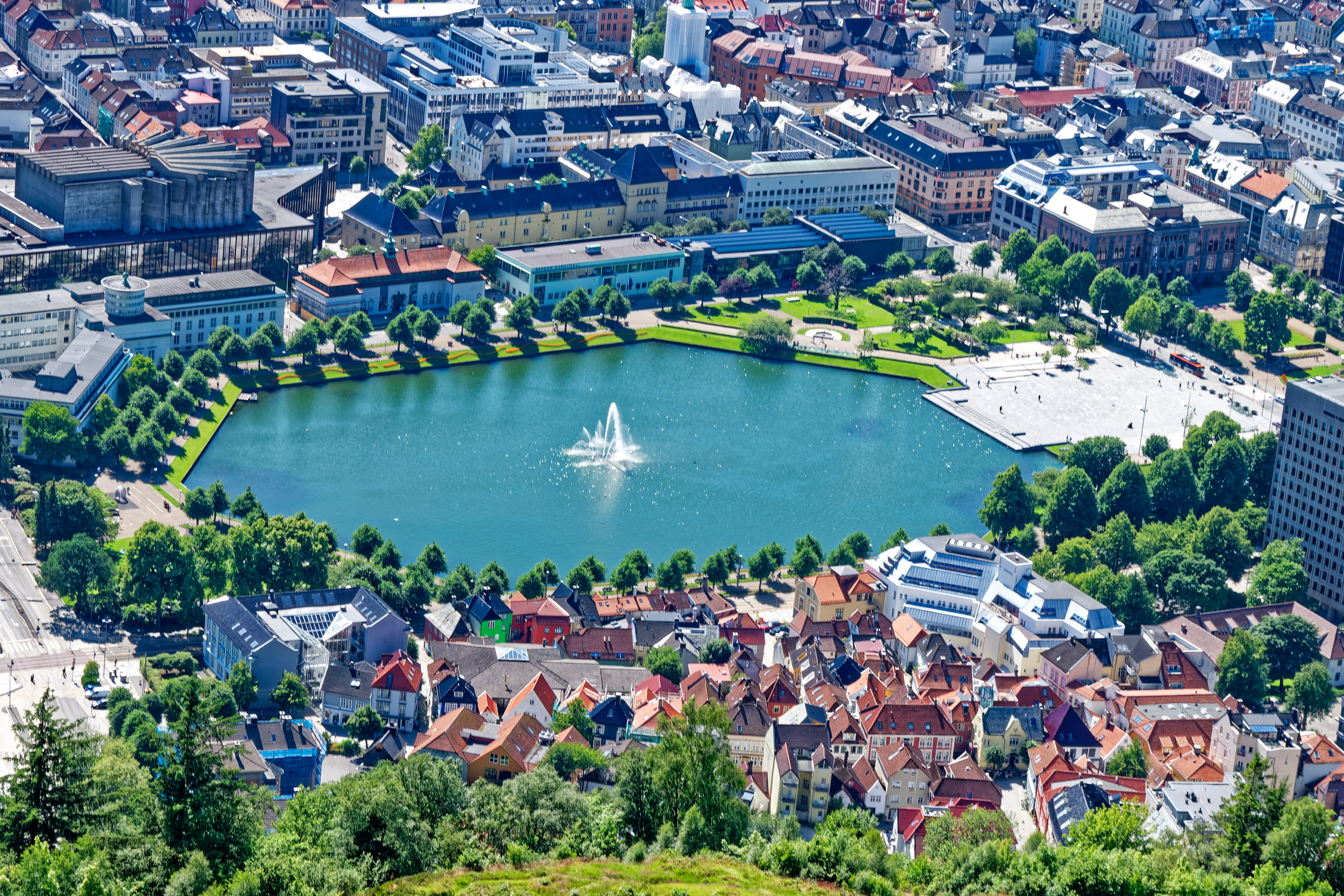
Blick über den See zur Museumszeile an der Rasmus Meyers allé
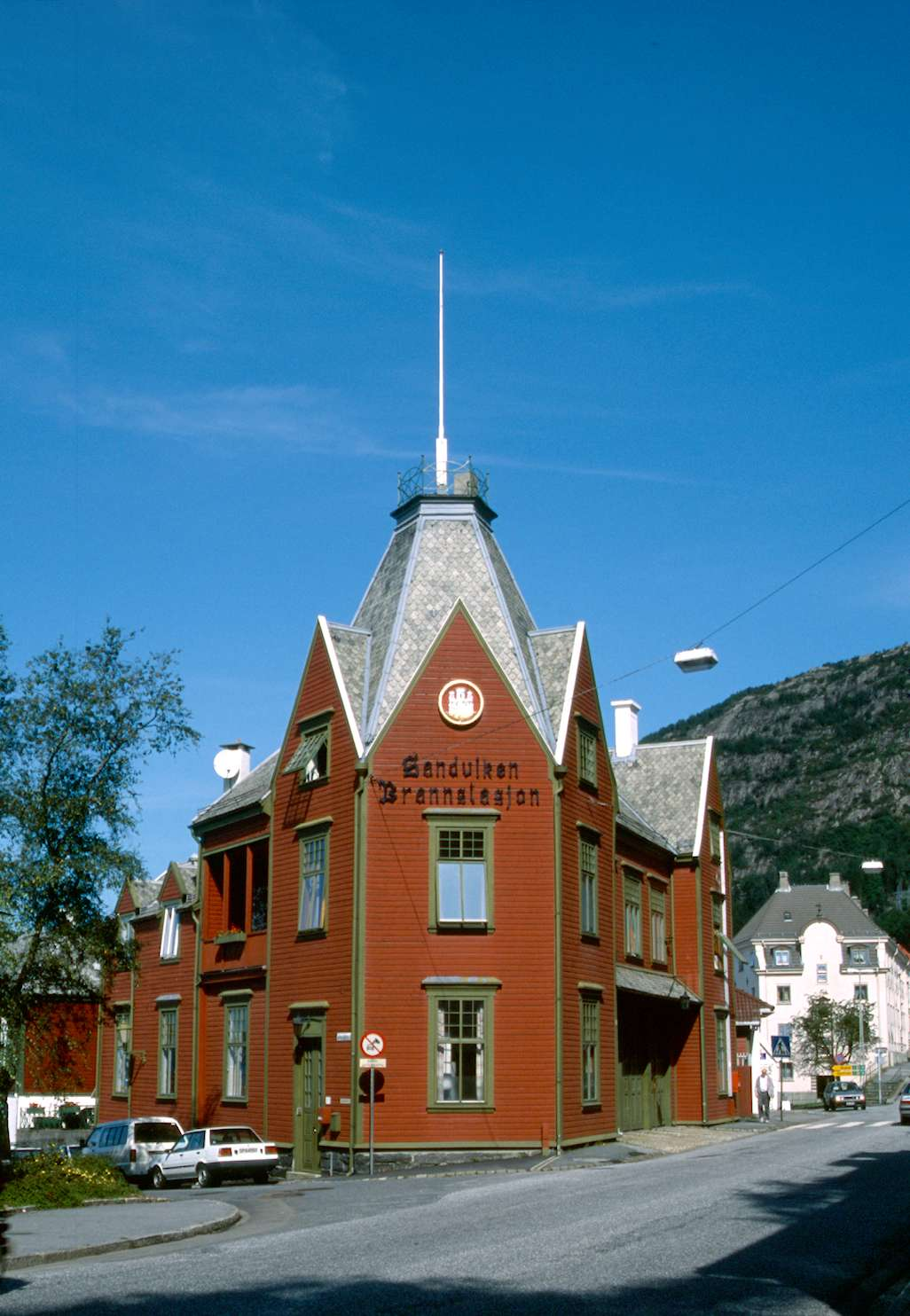
Sandviken Brannstasjon
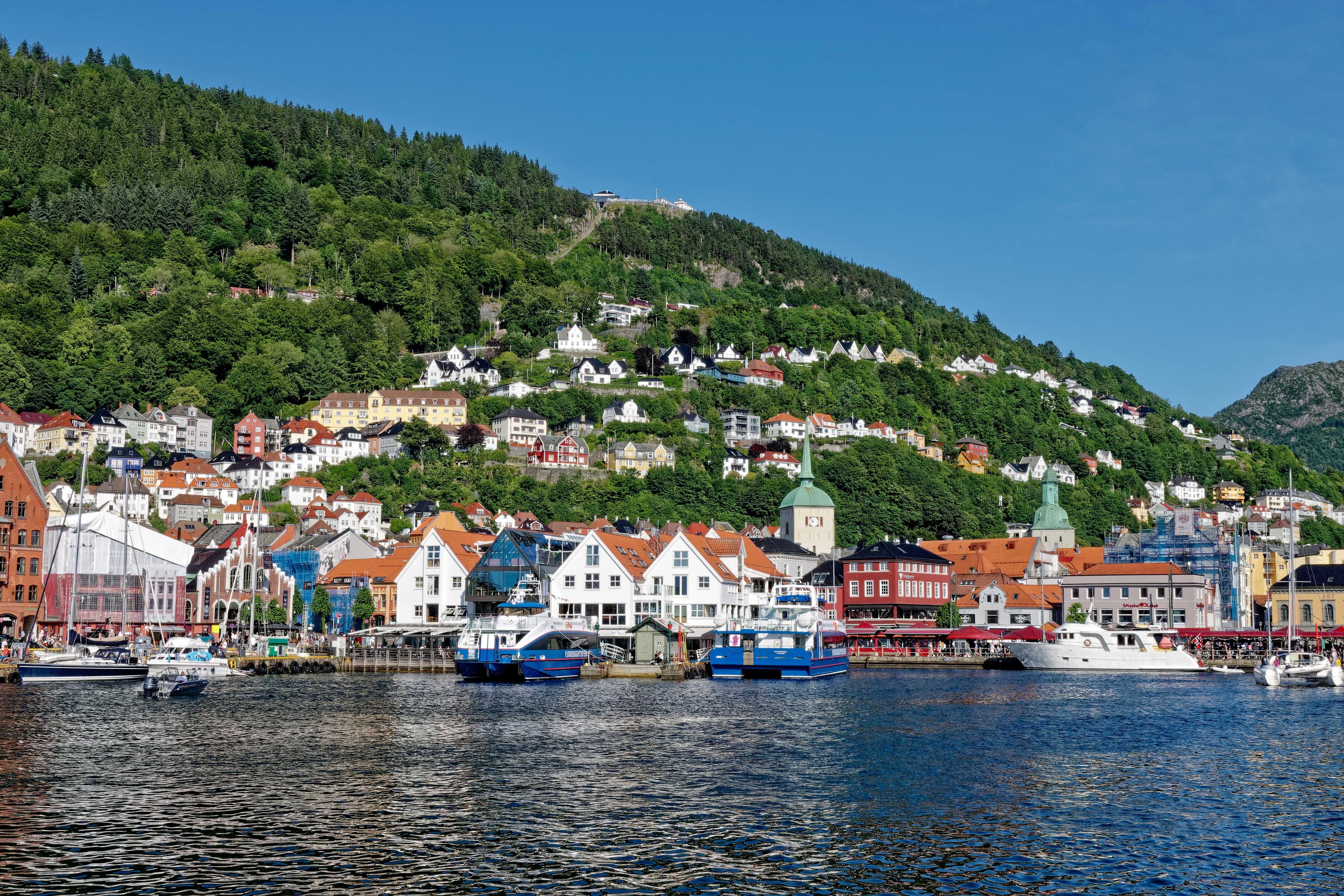
Blick auf den Fløyen
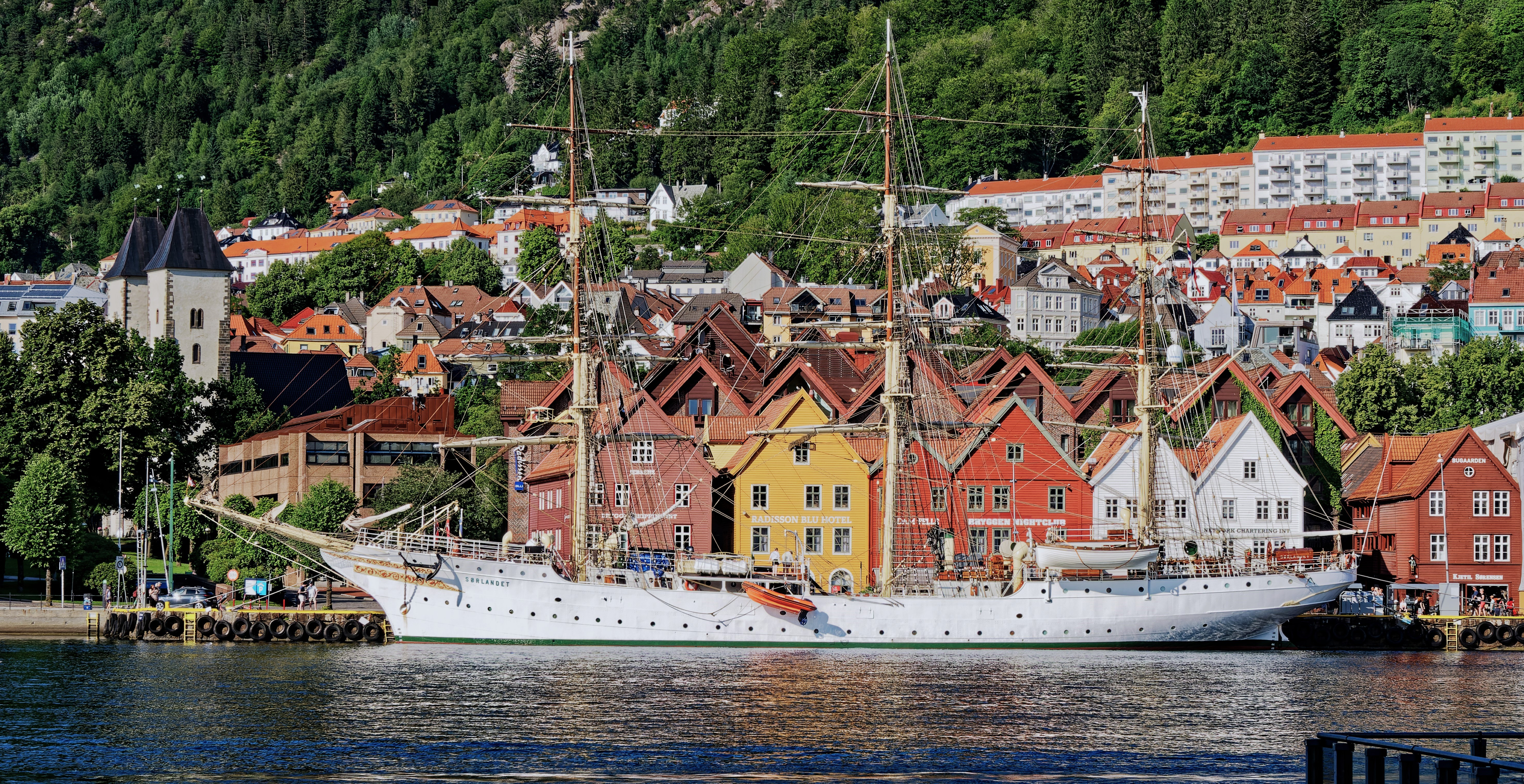
Hafenviertel Bryggen
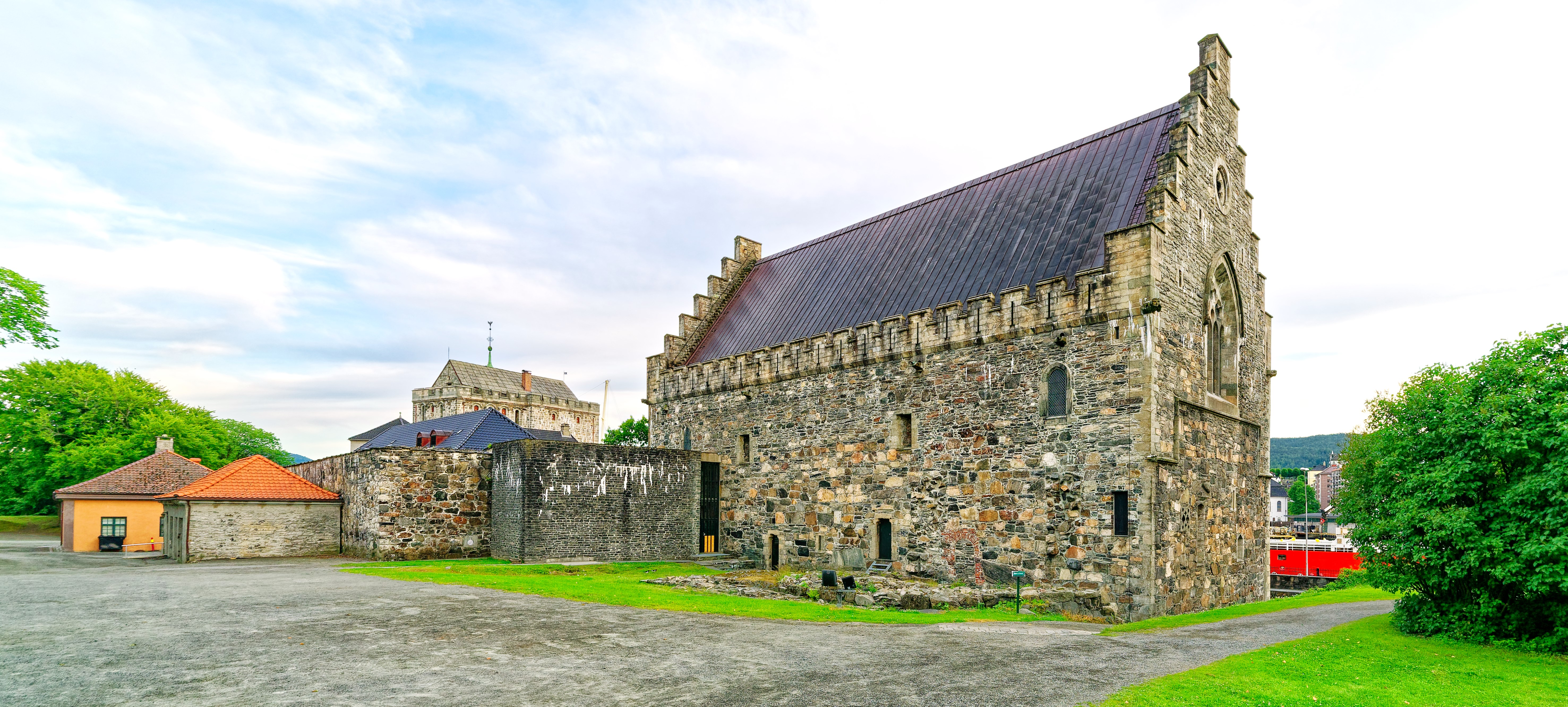
Håkonshalle
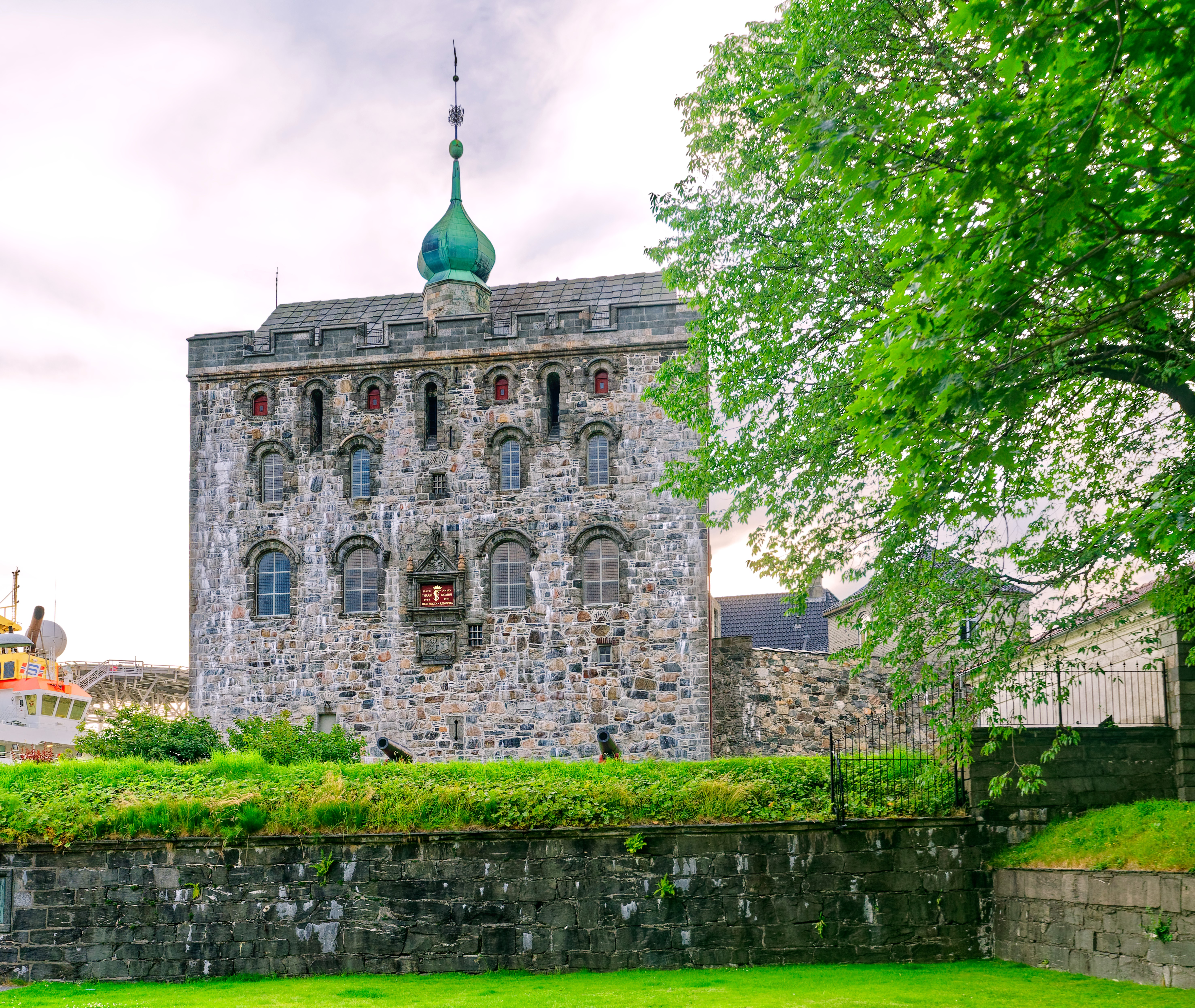
Rosenkrantztårnet
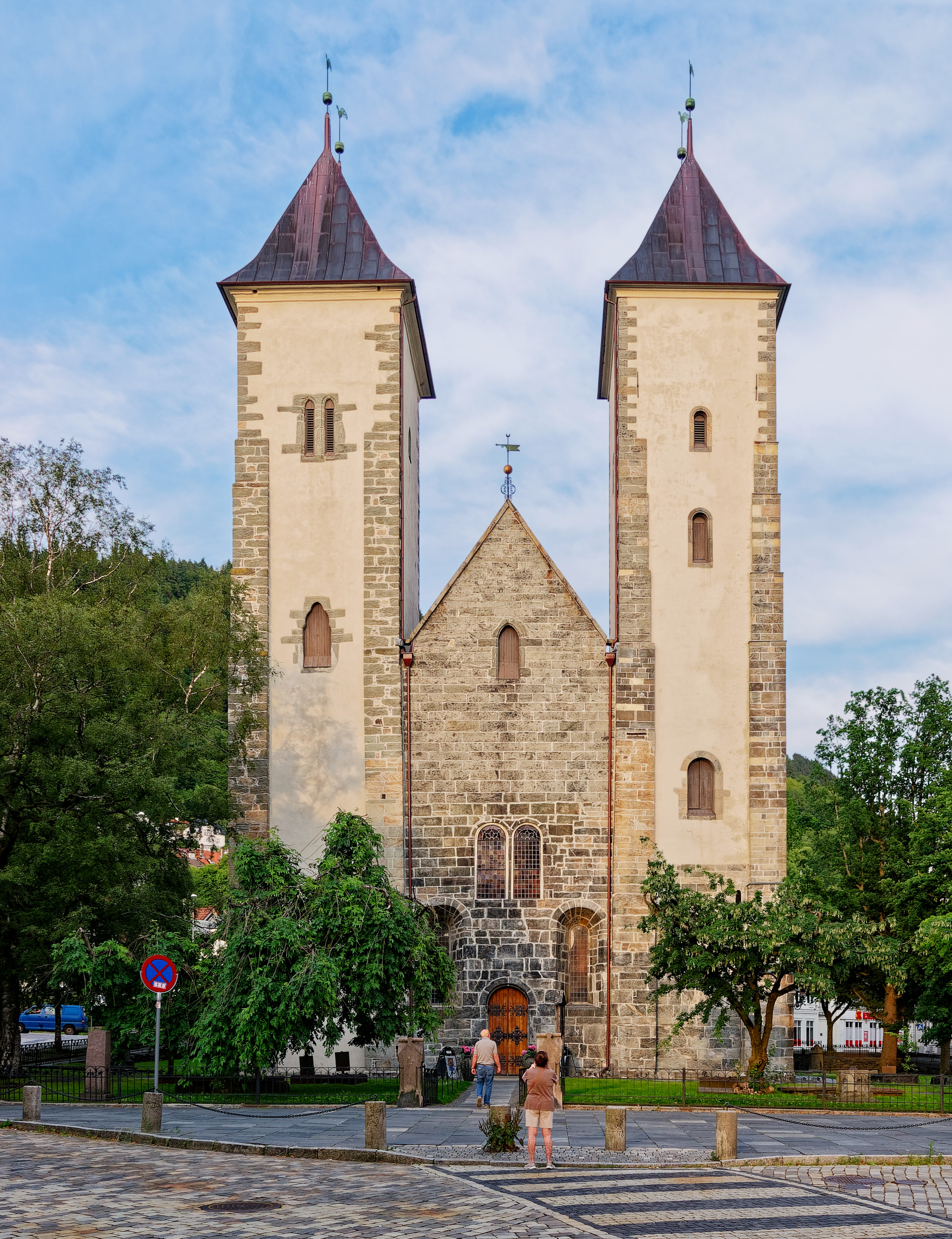
Mariakirken (deutsche Kirche)
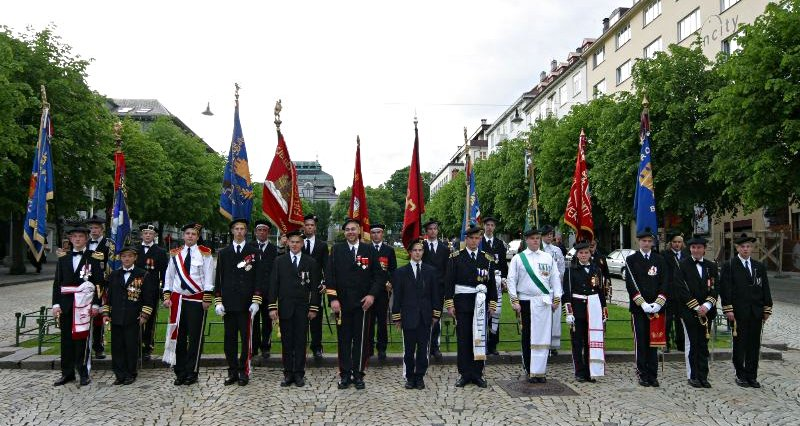
Buekorps 2005
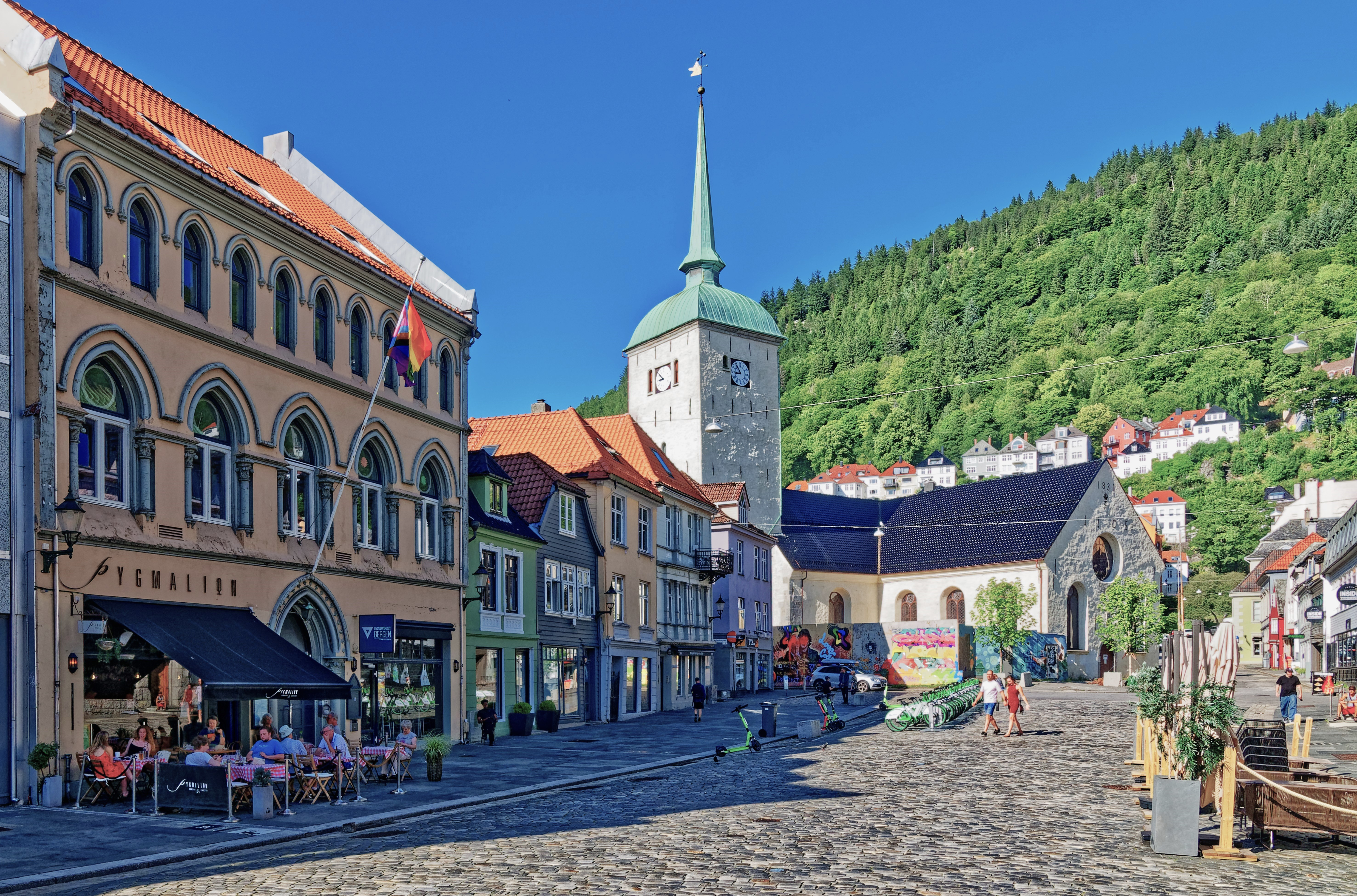
Korskirken

### Sport
- SK Brann, Fußballverein
- Åsane Fotball, Fußballverein
- Løv-Ham Fotball, Fußballverein
- SK Djerv, Sportverein, vor allem für sein Eishockeyteam bekannt
- Tertnes IL, Sportverein, vor allem für sein Handballteam bekannt

## Wirtschaft und Infrastruktur

### Wirtschaft

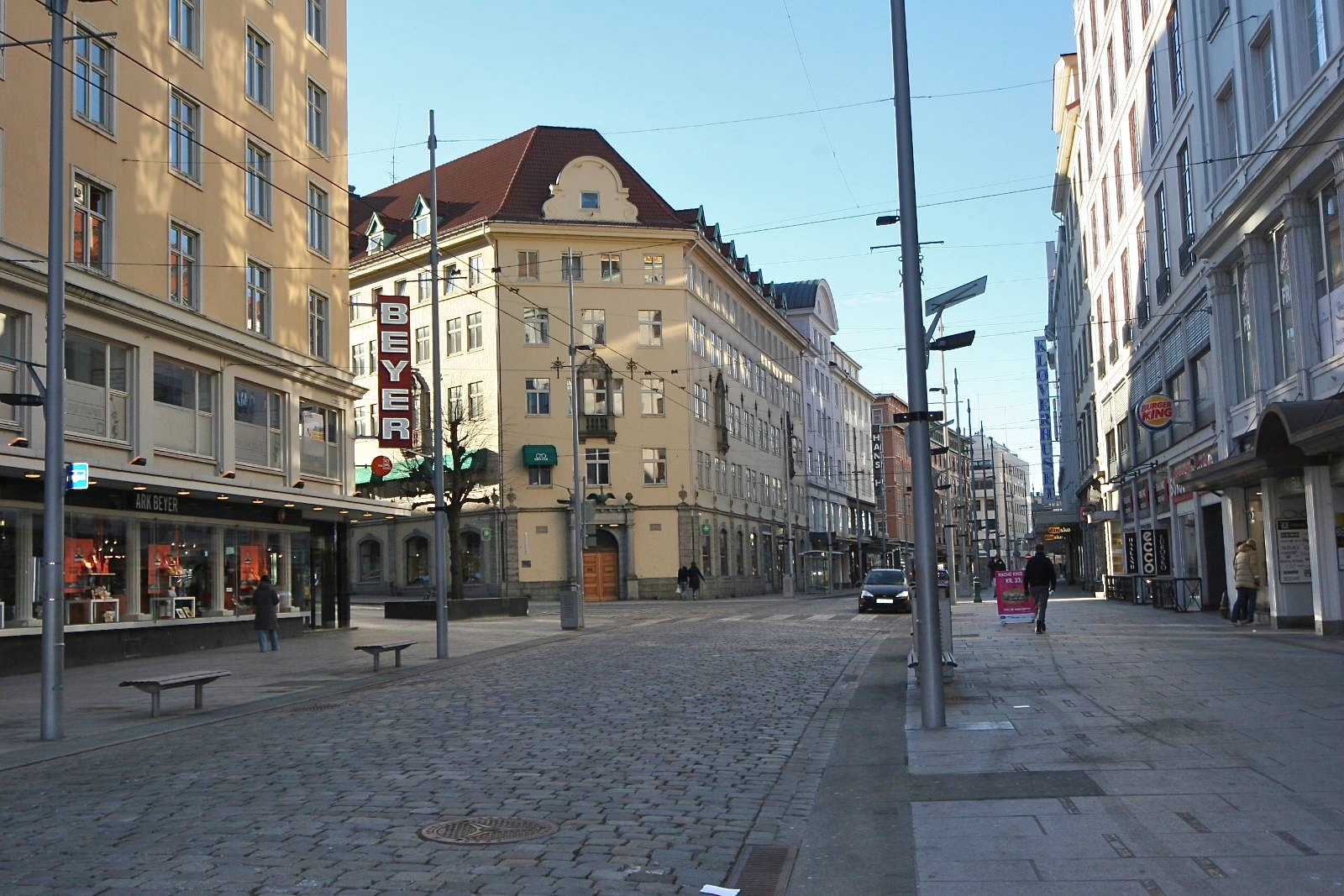
Einkaufsstraße Strandgaten in der Innenstadt

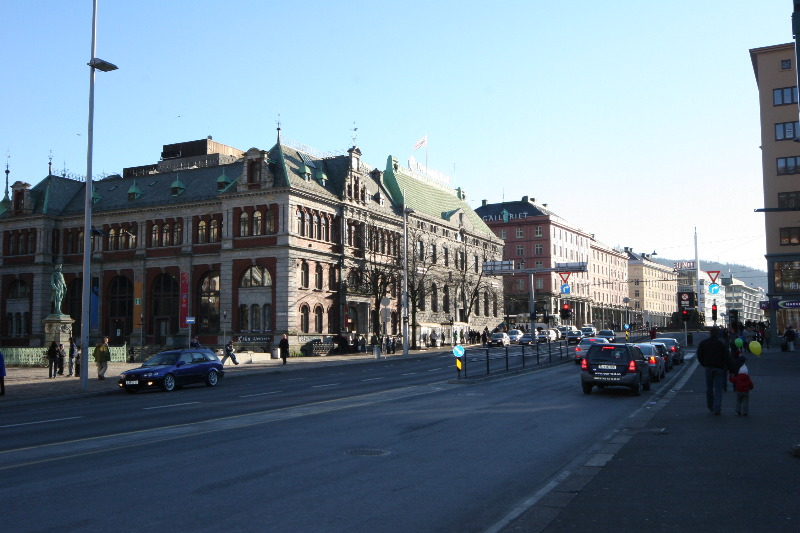
Innenstadt mit der ehemaligen Börse

Wirtschaftlich gesehen wird Bergen stark durch die norwegische Erdölförderung beeinflusst. Durch die günstige geografische Lage auf Höhe der norwegischen Erdölfelder (Troll A u. a.) befinden sich mehrere Versorgungseinrichtungen im Stadtbereich, zu diesen zählen u. a. Trainingszentren für Hubschrauberpiloten.
Ein weiterer Wirtschaftsfaktor ist der ausgedehnte Seehafen und die damit verbundene Werft- und Fischindustrie (Aquakulturen). Andere Wirtschaftszweige sind Maschinenbau, Stahlerzeugung, Textil- und elektrotechnische Industrie.

### Medien
Zeitungen
- Bergens Tidende
- Bergensavisen

### Bildung
Bergen hat eine Reihe von Bildungseinrichtungen, zu deren wichtigsten zählen:
- Universität Bergen: eine im Bereich der Meeresbiologie und Geologie bedeutende Universität befindet sich in Bergen
- Norwegische Handelshochschule: (NHH)
- Kunst- und Designhochschule Bergen
- Hochschule Bergen
- Grieg-Akademie (Musikhochschule)

In Bergen befindet sich mit der 1737 gegründeten Christi Krybbe skoler die älteste noch bestehende Grundschule Norwegens.

### Verkehr

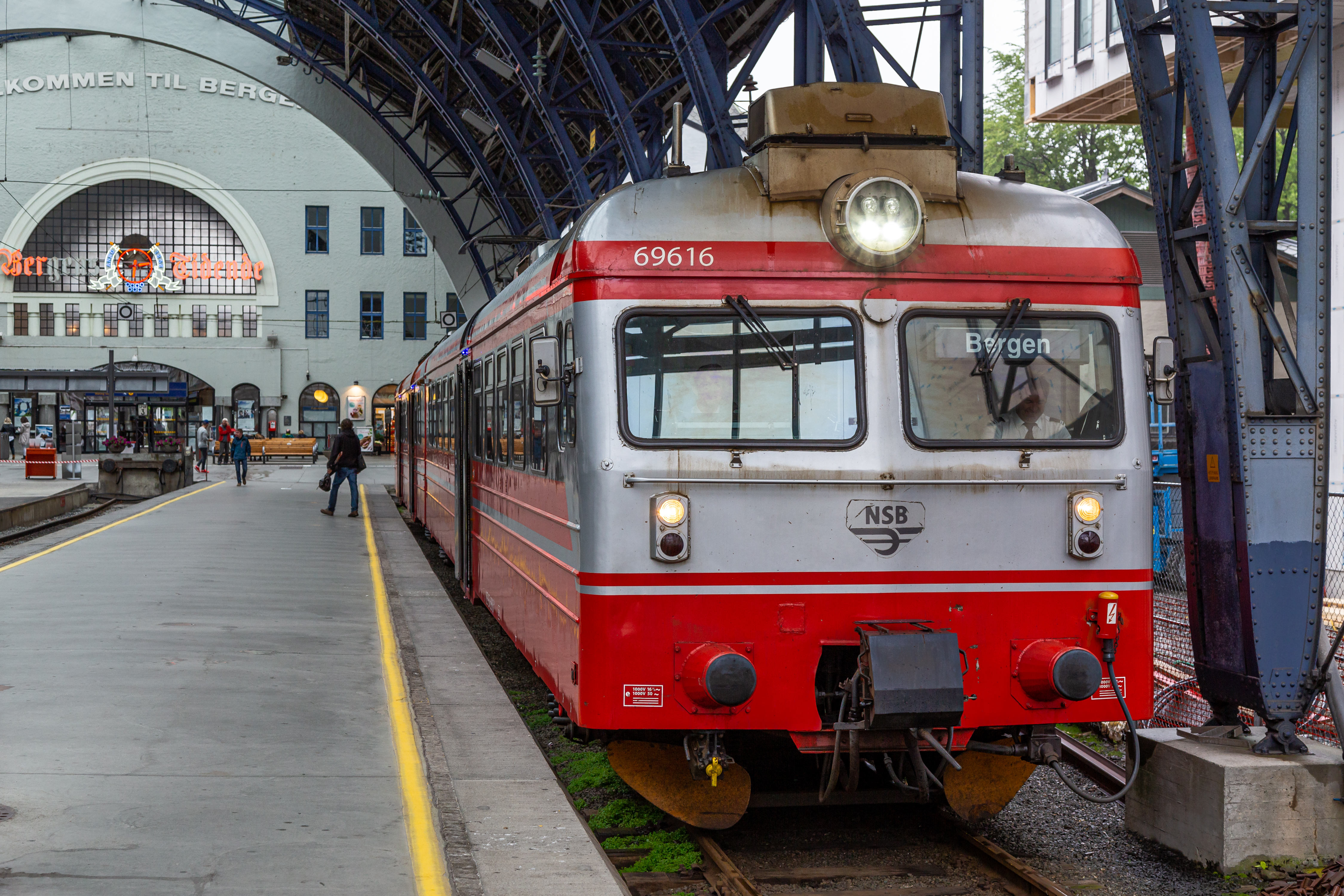
Regionalzug im Bahnhof Bergen

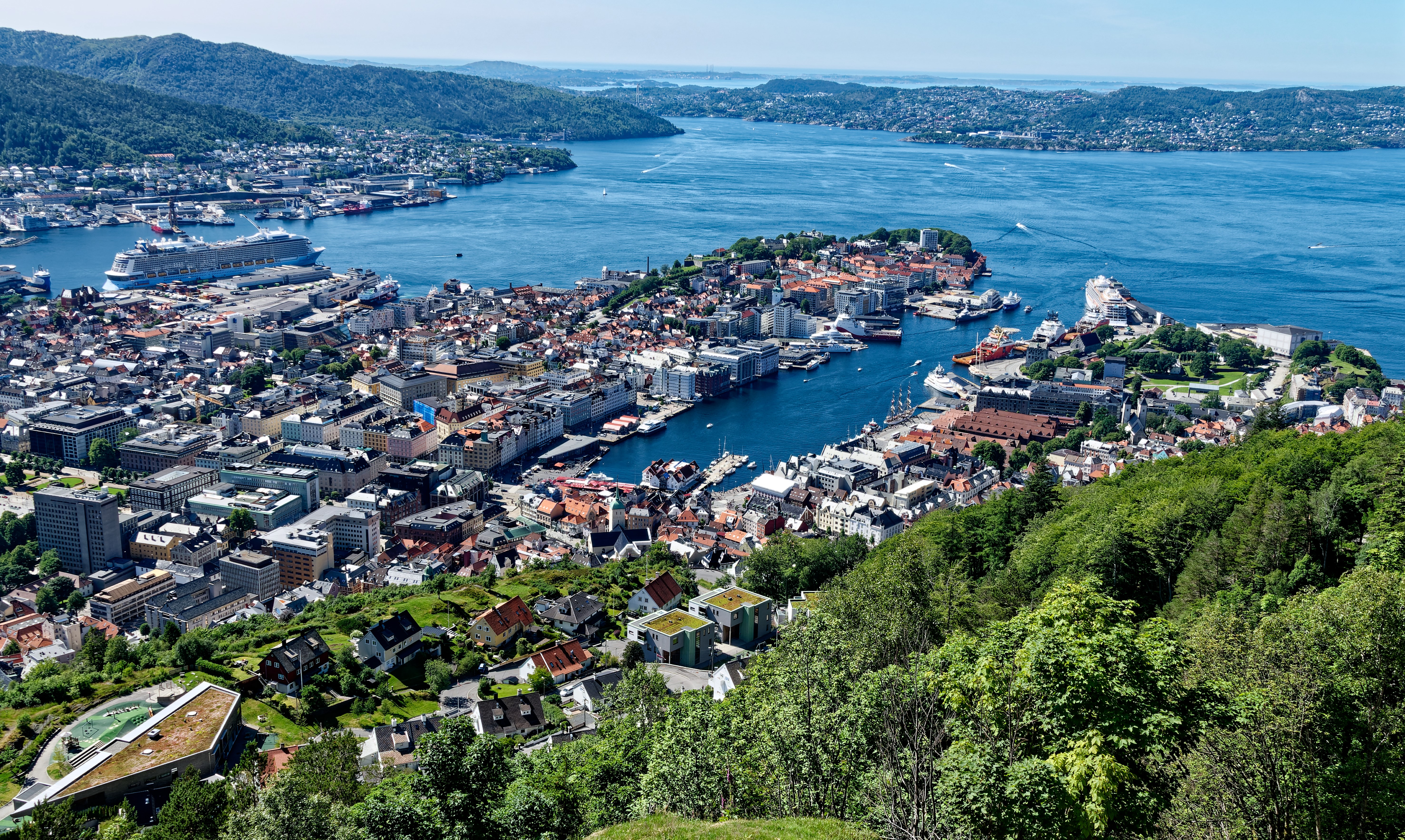
Blick vom Fløyen auf Bergen

Mit der norwegischen Hauptstadt Oslo ist Bergen auf dem Schienenweg über die Bergensbanen verbunden, die als eine der schönsten Eisenbahnstrecken Europas gilt und am Bahnhof Bergen endet. Auf dem Straßenweg gibt es die E 16, die keine Fähren, aber einige sehr lange Tunnel aufweist, und die Reichsstraße 7, die das Hardangervidda überquert. Zu größeren in der Nähe liegenden Inseln führen die großen Hängebrücken Sotra-Brücke nach Westen und die Askøy-Brücke nach Norden.
Bergen ist Ausgangspunkt der Postschiffe der Hurtigruten nach Kirkenes (über Ålesund, Trondheim, Tromsø, Hammerfest). Im Hafen von Bergen haben die Anläufe von Kreuzfahrtschiffen von 1990 (100 Anläufe mit rund 46.300 Passagieren) über 2000 (172 Anläufe mit knapp 100.000 Passagieren) bis 2017 (307 Anläufe mit 534.221 Passagieren) extrem zugenommen.
Außerdem gibt es den internationalen Flughafen Bergen-Flesland mit zahlreichen nationalen und internationalen Verbindungen.
Der öffentliche Personennahverkehr in Bergen wurde nach Einstellung des Straßenbahnbetriebes 1965 mit Oberleitungsbussen (Trolleybus Bergen), Stadtbussen und Vorortzügen von Vy realisiert. Seit dem 22. Juni 2010 ist die Stadtbahn Bergen in Betrieb, die zunächst das Stadtzentrum mit den Wohnbereichen im Süden verbindet. Inzwischen führt die Stadtbahn Bergen bis zum internationalen Flughafen Bergen-Flesland. Außerdem existieren noch eine Standseilbahn zum Berg Fløyen, die Fløibane, sowie eine Luftseilbahn auf den Berg Ulriken, die Ulriksbanen.
Bergen ist eine der ersten Städte, welche eine Citymaut eingeführt hat. Diese gilt rund um die Uhr, wobei der Preis von Wochentag und Uhrzeit abhängig ist.
In Bergen befindet sich der Fyllingsdal-Tunnel; er ist mit 2900 Metern der längste Tunnel für Radfahrer und Fußgänger Europas, der auch als Fluchttunnel für Reisende der Straßenbahnlinie 2 dient.

## Persönlichkeiten
Bekannte in Bergen geborene Persönlichkeiten sind unter anderem der Violinist und Komponist Ole Bull, der Dichter Ludvig Holberg, der Landschaftsmaler Johan Christian Clausen Dahl, die Schriftstellerin und Frauenrechtlerin Amalie Skram, die Lepraforscher Daniel Cornelius Danielssen und Gerhard Armauer Hansen, der Flugpionier und Polarforscher Tryggve Gran, die Biathletin Liv Grete Skjelbreid, die Musiker Kurt Nilsen und Sondre Lerche, die Handballtorhüterin Kari Aalvik Grimsbø, der Komponist Edvard Hagerup Grieg, der Musikproduzenten Alan Walker und Kygo, die Sopranistin Sissel Kyrkjebø sowie die New Acoustic Movement-Band Kings of Convenience. Außerdem stammen Varg Vikernes, Gründer des Musikprojektes Burzum, und die Band Kakkmaddafakka aus Bergen. Des Weiteren stammen die Brüder Bård und Vegard Ylvisåker, bekannt unter dem Künstlernamen Ylvis, aus Bergen.